# المستشفى التخصصي
المستشفى التخصصي مستشفى قطاع خاص، يقع في شارع جابر بن حيان في منطقة الشميساني في مدينة عمان عاصمة الأردن، تأسس المستشفى سنة 1993.

## التأسيس والكادر
تأسس المستشفى سنة 1993، وكان عدد الأسِرَّةٌ 88 سريراً، شهد المستشفى العديد من الإضافات في سعة المستشفى وعدد المباني ويبلغ العدد الحالي للأسِرَّةٌ 265 سريراً، يبلغ عدد كادر المستشفى 1100 موظفاً ويضم 700 طبيباً واستشارياً من مختلف التخصصات.

## الأقسام
يحتوي المستشفى على عدد من الاقسام أهمها:-
- الخدمات التشخيصية
- الأقسام الباطنية
- أقسام الجراحة
- طب الأطفال
- الأقسام الطبية الخدماتية.

## وصلات خارجية
- الموقع الرسمي لوزارة الصحة في الأردن